# ВТВ
«ВТВ» (Ваше телевидение) — белорусский развлекательный телеканал, начавший вещание 21 января 2010 года в результате ребрендинга популярного белорусского музыкального телеканала Первый музыкальный. «ВТВ» был учреждён компанией «Добровидение». В эфире телеканала транслировались сериалы, скетч-шоу, юмористические и познавательные программы, художественные фильмы и музыкальные клипы в ночном/утреннем эфире. Основной контент брался у российского холдинга «СТС Медиа».
Целевая аудитория ВТВ находилась в возрасте от 10 до 45 лет. Круг зрителей телеканала на 60 % составляла женская аудитория, на 40 % процентов мужская. По последним[кто?][когда?] медиа-исследованиям доля телеканала ВТВ достигла 6,3 %. ВТВ являлся крупнейшим негосударственным телеканалом Белоруссии. Он был представлен у 100 % кабельных операторов Минска и у 98 % кабельных операторов страны. Спутниковое вещание (до 1 мая 2023 года) обеспечивалось посредством ИСЗ «Astra 5B» (31.5° в. д.), благодаря спутнику зрители могли смотреть ВТВ как в Белоруссии, так и в странах Европы и Ближнего Востока.
Телеканал прекратил свое вещание в июне 2024 года.

## История
- 17 января 2002 года в Минске с 0:00 до 4:00 в кабельных сетях Минска на частоте телеканала ТВ-6 начал пробное вещание «Первый музыкальный».
- 1 марта 2002 года белорусская компания «Добровидение», обладатель прав на вещание канала ТВ-6 в Минске, объявила о начале вещания нового телевизионного канала под названием «Первый музыкальный». Впервые на территории Белоруссии появился телеканал, полностью ориентированный на аудиторию от 16 до 35 лет и нацеленный на популяризацию современной отечественной молодёжной культуры. Поначалу «Первый музыкальный» вещал до 17:30, в остальное время транслировался ТВ-6. Позже телеканал стал самостоятельным.
- 19 февраля 2004 года — «Первый музыкальный» впервые в истории развития белорусского телевидения перешёл на 100 % интерактивное вещание. Зрителям канала была открыта возможность в режиме реального времени размещать поздравления, знакомства, коммерческие объявления и др. в виде «бегущей строки», а также участвовать в голосовании, тем самым создавая список клипов к показу на «Первом музыкальном».
- 26 августа 2004 года «Первый музыкальный» перешёл на спутниковое вещание с использованием ИСЗ «Экспресс-АМ22», став тем самым первым белорусским интерактивным спутниковым телеканалом.
- 23 ноября 2009 года телеканал из-за мировых тенденций снижения интереса к музыкальному телевидению поменял формат, включив в эфирную программу сериалы и юмористические программы, в основном производства канала СТС[1].
- В январе 2010 года телеканал провёл ребрендинг, в результате чего сменил название «Первый музыкальный» на ВТВ. В это время канал ВТВ увеличивает количество транслируемого программного продукта. В эфир начинают выходить сериалы зарубежного производства, а с 5 апреля также художественные фильмы. Подобные изменения позволили увеличить рейтинг канала ВТВ по сравнению с «Первым музыкальным» в 4 раза.
- Лето 2011 года телеканал ВТВ объявил «летом телевизионных премьер». С 20 июня 2011 на канале был начат показ 15 новых для белорусского зрителя проектов, уже успешно прошедших в России на телеканале СТС. Среди них: сериалы «Воронины» и «Кремлёвские курсанты», скетчком «Даёшь молодёжь!», юмористические программы «Шоу „Уральских пельменей“», «Хорошие шутки», импровизационное шоу «Слава богу, ты пришёл!», познавательные программы «Хочу верить!» и «История российского шоу-бизнеса» и ряд других.
- С 28 января 2012 года программы телеканала «СТС International» маркируются совместным логотипом СТС и ВТВ, что является обязательным условием предоставления прав на контент в 2012—2013 году и одним из условий договора с правообладателем.
- В феврале 2014 года в линейке телеканала «ВТВ» появился ежедневный показ полнометражных художественных фильмов.
- 8 сентября 2014 года на телеканале «ВТВ» стартовал новый телевизионной сезон под лозунгом «Сезонное обновление». Кроме запуска новых телевизионных проектов, телеканал презентовал новый логотип.
- 1 мая 2023 года телеканал ВТВ приостановил вещание в связи с тяжелой финансовой ситуацией.
- 25 октября 2023 года телеканал ВТВ возобновил вещание в сетях кабельных операторов Беларуси без возобновления спутникового вещания.
- С 9 ноября 2023 года телеканал ВТВ вновь приостановил вещание в кабельных сетях. Вещание продолжалось на официальном сайте: из сетки исключены проекты канала СТС.
- С 15 апреля 2024 года сайт телеканала был закрыт. В июне 2024 года лицензия на вещание канала была прекращена.